# São Paio de Vizela
São Paio de Vizela (llamada oficialmente Vizela (São Paio)) era una freguesia portuguesa del municipio de Vizela, distrito de Braga.

## Historia
Fue suprimida el 28 de enero de 2013, en aplicación de una resolución de la Asamblea de la República portuguesa promulgada el 16 de enero de 2013 al unirse con la freguesia de Tagilde, formando la nueva freguesia de Tagilde e Vizela (São Paio).